# Ernst Zipperer
Ernst Gustav Zipperer (* 23. Februar 1888 in Ulm; † 26. Mai 1982 in Heilbronn) war ein deutscher  Maler, Grafiker und Zeichenlehrer.

## Leben

### Elternhaus, Ausbildung und Erster Weltkrieg

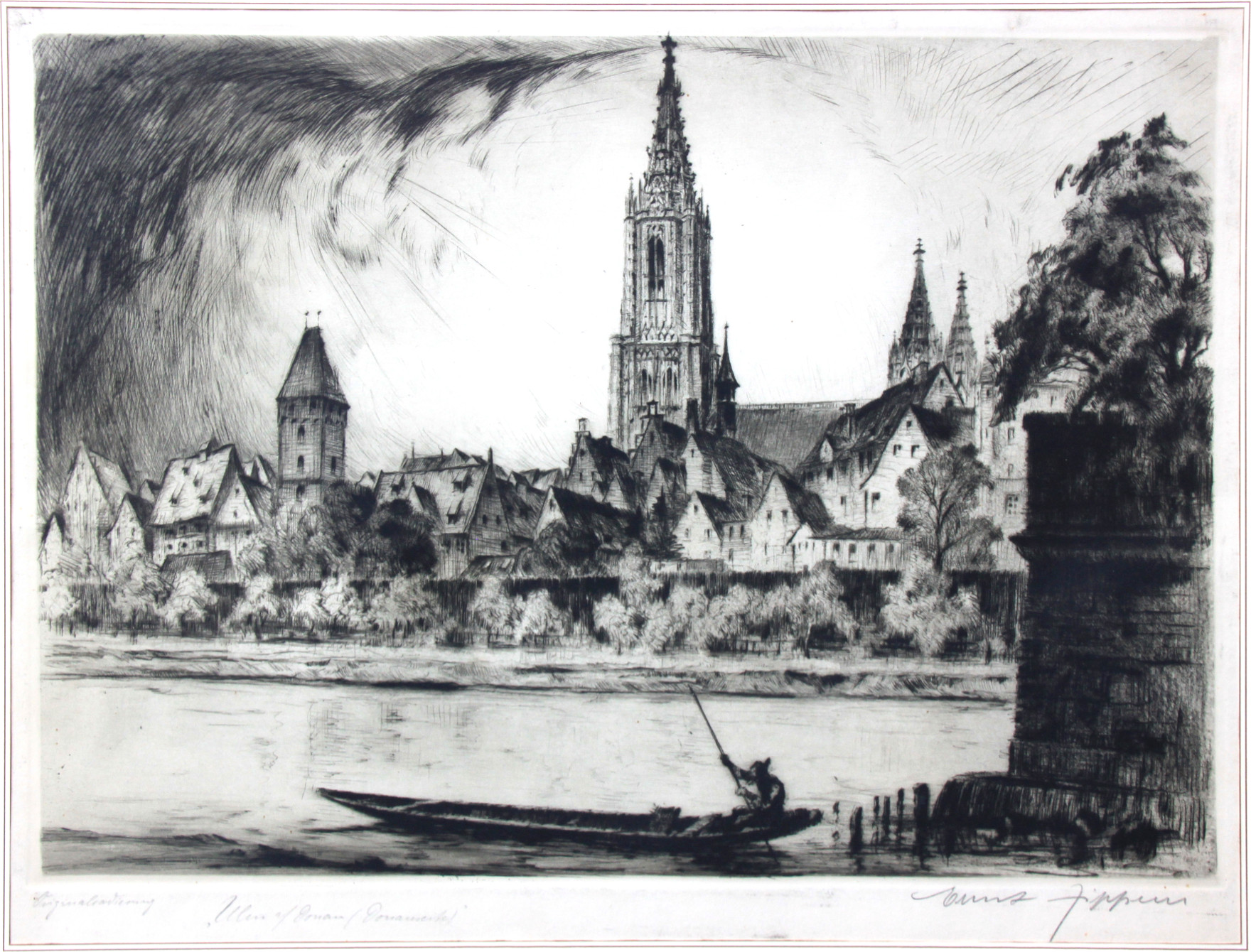
Ulm an der Donau, Kaltnadelradierung, 1925

Ernst Gustav Zipperer wurde 1888 in Ulm als Sohn des Sattlermeisters Ernst Hermann Zipperer und dessen Ehefrau Friederike geboren. Von der Seite seiner Mutter her war er Nachkomme des international bekannten Tiermalers, Kupferstechers, Radierers und Verlegers Johann Elias Ridinger (* 1698 in Ulm; † 1767 in Augsburg). Ernst Zipperer wuchs gemeinsam mit seinem jüngeren Bruder Max in unmittelbarer Nähe des Ulmer Münsters auf. Nach dem Besuch der Knabenmittelschule in Ulm (1894–1902) erlernte er auf Wunsch des Vaters den Beruf des Sattlers und Tapezierers im elterlichen Betrieb. Nach der Gesellenprüfung (1905) und kurzer Tätigkeit im erlernten Beruf folgte er seiner Neigung zur Kunst und besuchte die Kunstgewerbe- und Handwerkerschule Hannover (1907–1909). Anschließend wechselte er auf die private Wissenschaftliche Lehranstalt Paul Heinrichs in Hildburghausen (1909–1910) und legte die Einjährig-Freiwilligen-Prüfung ab. Von Oktober 1910 bis November 1911 absolvierte er den Militärdienst als Einjährig-Freiwilliger in Neu-Ulm, was ihm die Offizierslaufbahn eröffnete. Darauf besuchte er die Kunstgewerbeschule in Kassel und schloss diese mit dem Erwerb der Lehrbefähigung als Zeichenlehrer an höheren Schulen und Lehrerbildungsanstalten ab (1911–1913). Dann hörte Zipperer ein Semester Kunstgeschichte an der Akademie der Bildenden Künste in München, wo er Schüler von Heinrich Wölfflin war. Im März 1914 trat Zipperer am Realgymnasium Berlin-Lichterfelde als Lehramtskandidat seine erste Stelle an. Diese musste er allerdings schon im August 1914 wegen seiner Einberufung zum Kriegsdienst in Masuren/Ostpreußen unterbrechen.
Im Ersten Weltkrieg diente Zipperer als Offizier. 1915 wurde er bei Minsk in Russland durch Kopfschuss schwer verwundet und verlor sein linkes Auge, was einen einjährigen Aufenthalt in der Augenheilanstalt Stuttgart nach sich zog. Um ihn dort zu pflegen, brach seine Verlobte Elisabeth Nestler ihre Ausbildung zur Lehrerin ab. Zeitlebens blieben ihm als Folge der erlittenen Verletzungen schwere Kopfschmerzen und Schwindel sowie ein Nierenleiden.
Im Juni 1917 setzte er seinen Dienst als Lehramtskandidat am Realgymnasium Berlin-Lichterfelde fort und erlangte im September des Jahres die Zuerkennung der Anstellungsfähigkeit als Zeichenlehrer. Von Oktober 1917 bis September 1918 diente er in Rastenburg/Ostpreußen als Kreisoffizier.

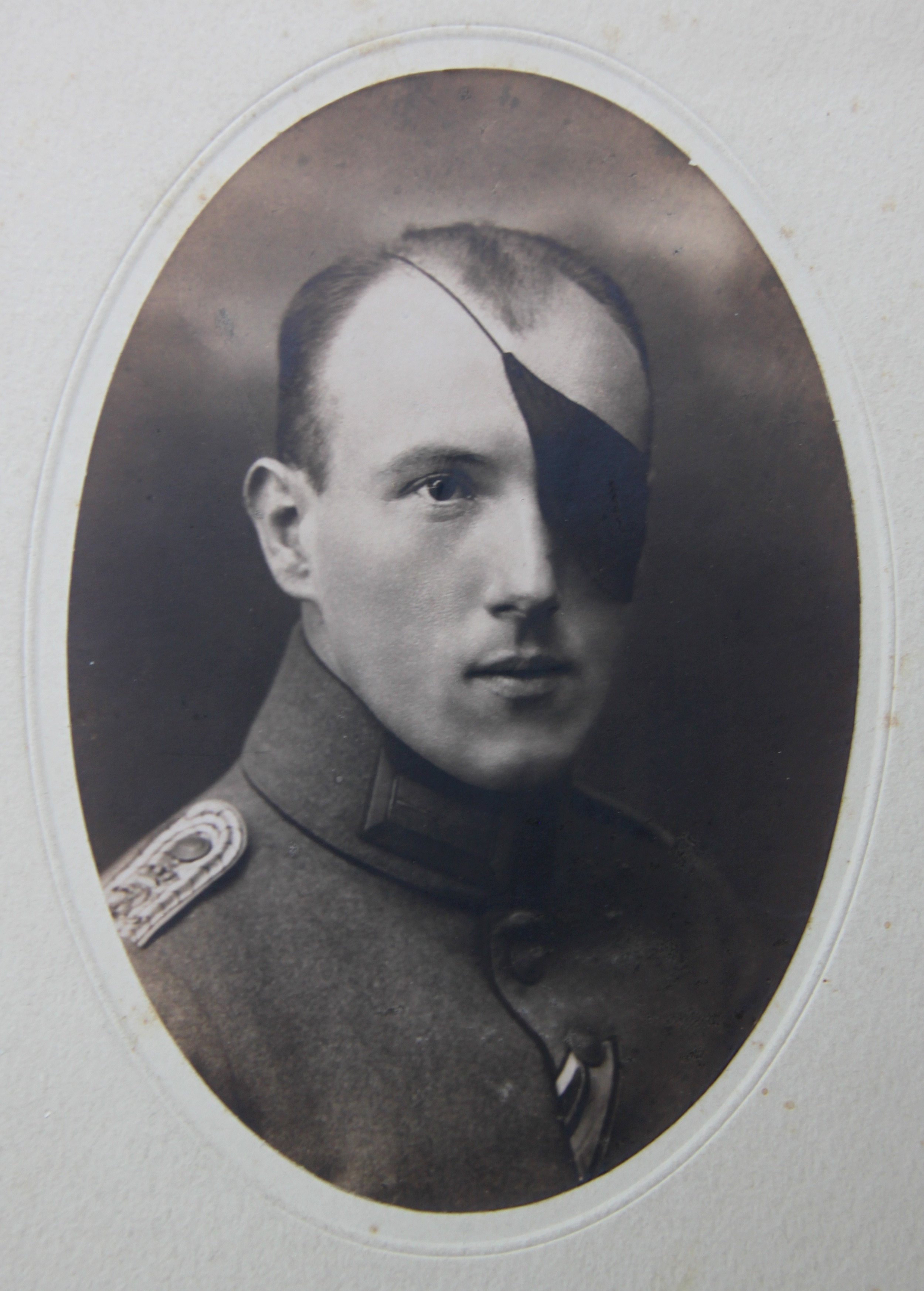
Ernst Zipperer 1918

### Berlin
Im September 1918 verheiratete sich Ernst Zipperer mit Elisabeth Nestler (* 3. November 1894 in Hildburghausen; † 5. Juni 1977 in Heilbronn). Dem Ehepaar wurden drei Kinder geboren: Ernst Wilhelm (1919–2005), Gisela (1921–1928) und Vera Charlotte (* 1931). Im Oktober 1918 trat er am Hermann-von-Helmholtz-Gymnasium in Berlin-Schönefeld eine Stelle als Zeichenlehrer an. 1920 wechselte er an das Humanistische Gymnasium Berlin-Friedenau (heute Friedrich-Bergius-Schule). Dort prägte er bis 1940 eine ganze Generation junger Menschen. Seiner Schülerschaft entstammten Persönlichkeiten wie der Widerstandskämpfer Friedrich Justus Perels, der Feuilletonist Friedrich Luft sowie die Politiker Egon Bahr und Peter Lorenz. Zipperer wurde von seinen Schülern verehrt; einige blieben mit ihm bis zu seinem Tod in persönlichem Kontakt. Eine tiefe Freundschaft verband ihn mit Helmut Ammann, der seinerseits ein bedeutender Maler, Bildhauer und Grafiker wurde.
Der berufliche Beginn in Berlin markierte auch den Anfang der ersten großen Schaffensphase des Malers und Grafikers Ernst Zipperer, die bis 1940 anhielt. Zahlreiche Kunstreisen führten ihn durch ganz Deutschland und in verschiedene europäische Länder. Durch seine Kaltnadelradierungen wurde er über Deutschland hinaus bekannt.

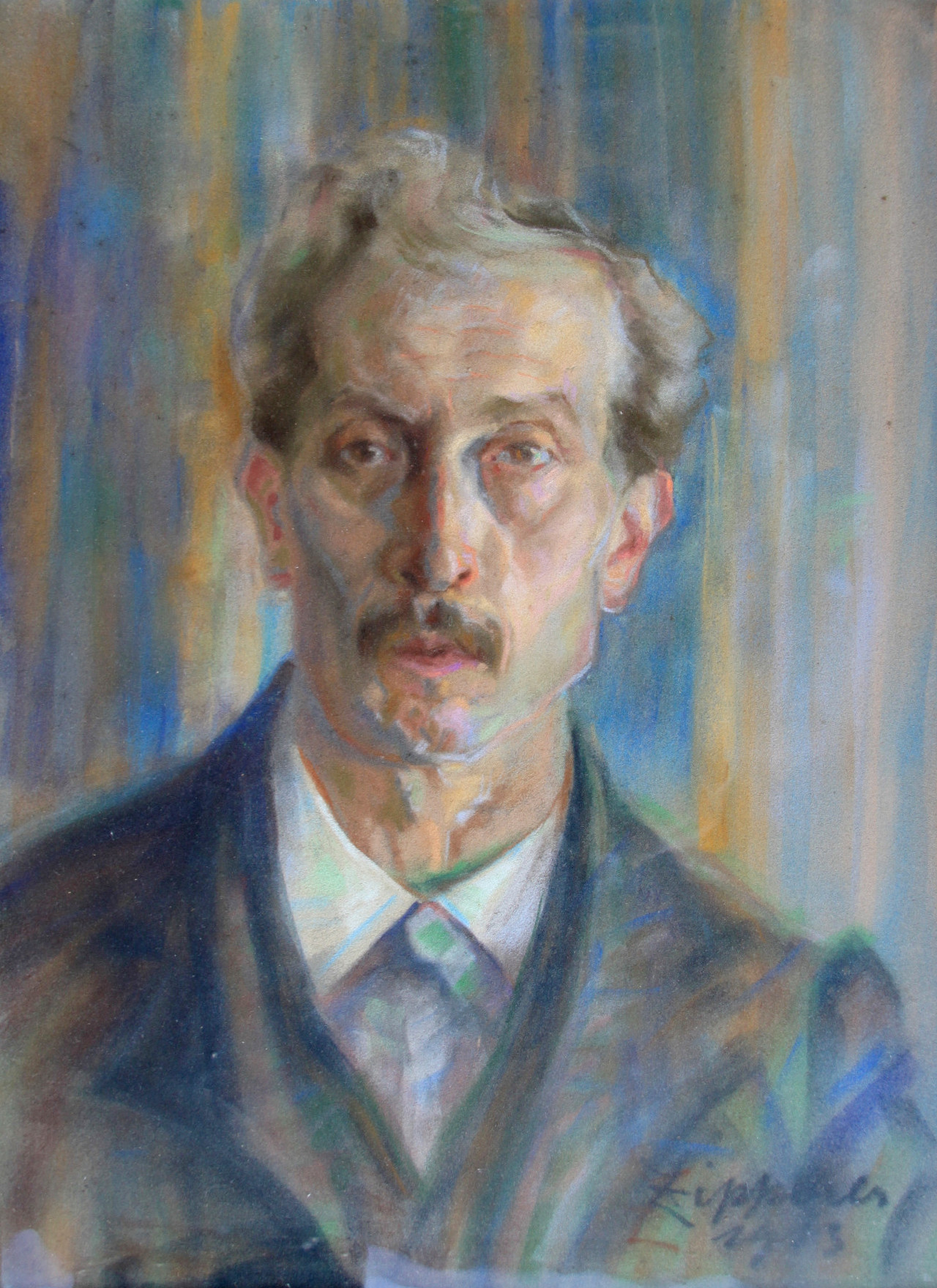
Ernst Hermann Zipperer (Vater), Pastellkreide 1913

In Berlin pflegte Zipperer Freundschaften mit Künstlern wie Heinrich Zille und Max Liebermann. Besonders verbunden war er mit Bildhauer August Gaul, in dessen Haus er 1917 fast ein Jahr lang wohnte. Gaul schätzte und förderte Ernst Zipperer. Über Gaul, der Mitglied des Vorstands der Berliner Secession war, kam Zipperer mit der Berliner Kunstwelt in Verbindung.

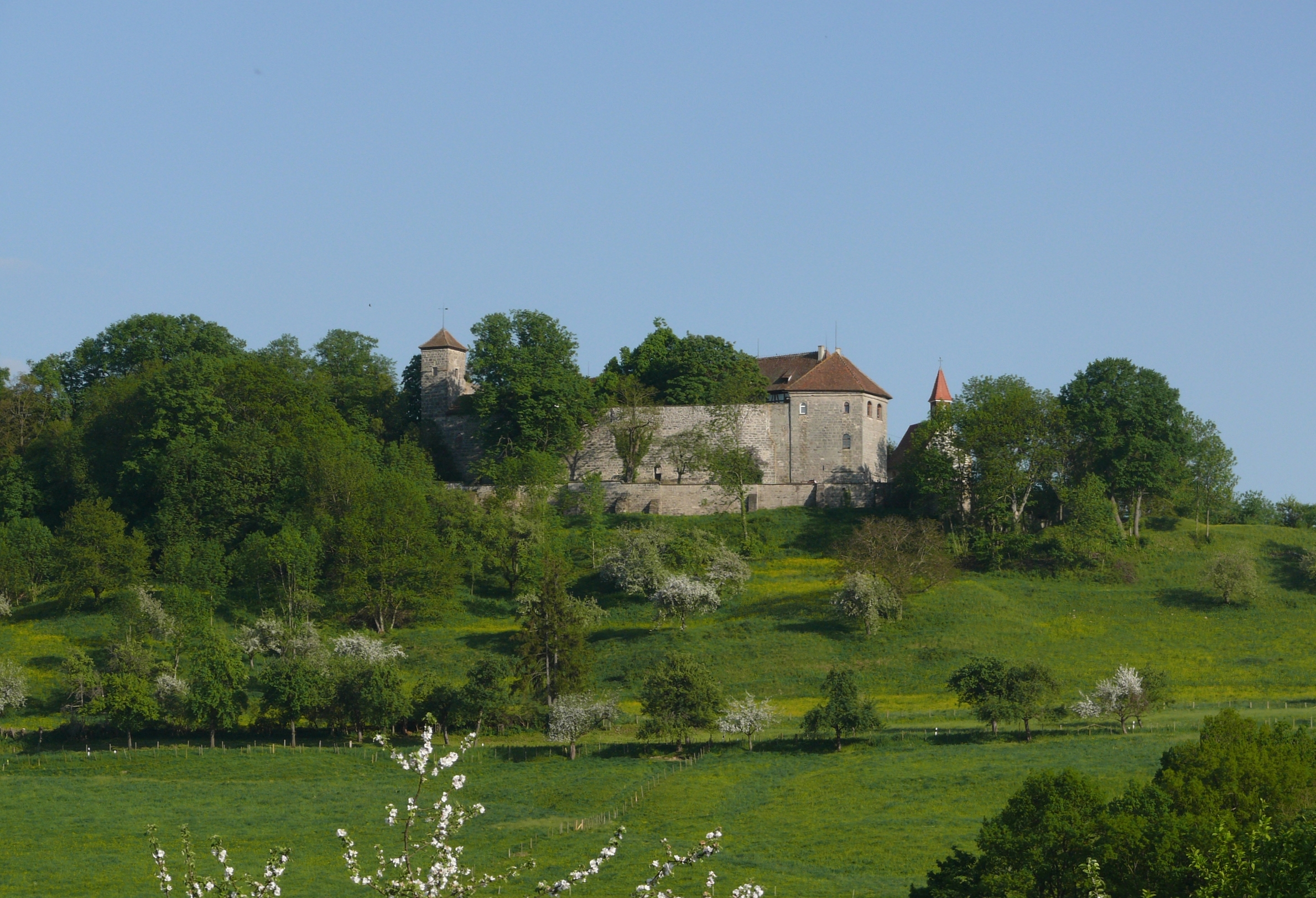
Tannenburg bei Bühlertann

1931 erwarb Zipperer von Rittmeister Manfred von Gleich die Stauferburg Tannenburg mit Hofgut bei Bühlertann im Landkreis Schwäbisch Hall. Die Burg gestaltete er innen teilweise im Jugendstil künstlerisch aus. Er verpachtete die zugehörige Landwirtschaft und wirkte zunächst weiter als Zeichenlehrer und Künstler in Berlin.

### Tannenburg und Bühlertann, Württemberg

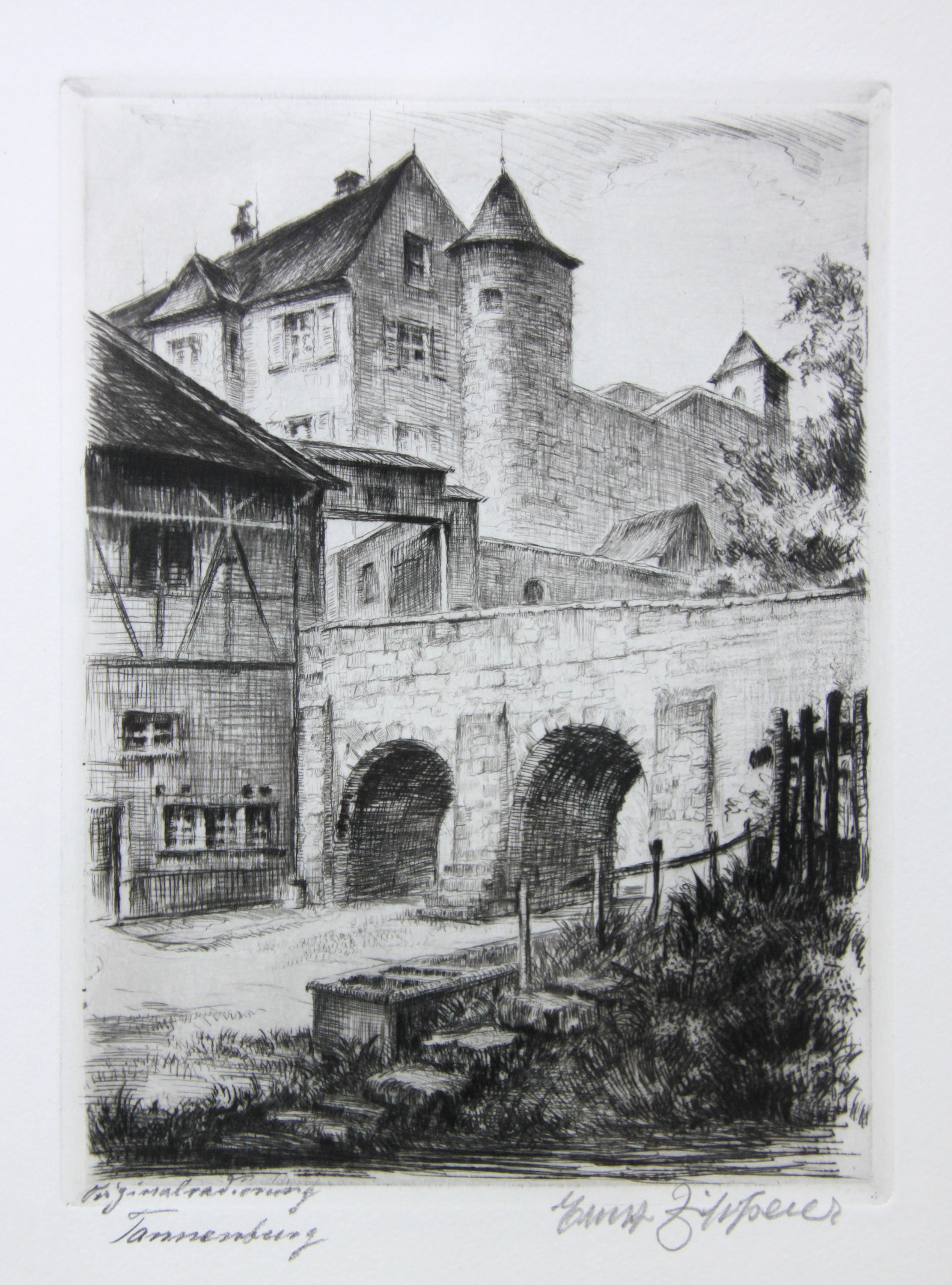
Tannenburg, Kaltnadelradierung, 1940

Als Kriegsversehrter ließ sich Ernst Zipperer 1940 frühpensionieren und siedelte von Berlin auf die Tannenburg über. Dort betrieb er bis zur Rückkehr seines Sohnes Ernst Wilhelm aus Krieg und Gefangenschaft (1940–1948) unter schwierigsten Bedingungen die Landwirtschaft. 1951 übergab er Burg und Hof an seinen Sohn. 1963 zog er in das Haus seiner Tochter Vera in Bühlertann. Mit Verschlechterung seines verbliebenen Auges musste Zipperer 1972 sein künstlerisches Schaffen einstellen. Die letzten Lebensjahre verbrachte er bei seiner inzwischen nach Flein bei Heilbronn verzogenen Tochter. Ernst Gustav Zipperer verstarb am 26. Mai 1982 mit 94 Jahren. Er wurde in Bühlertann begraben.

## Werk
Das künstlerische Schaffen von Ernst Zipperer umfasst sein Frühwerk bis 1917, die Schaffensphase in Berlin (1918–1940) und sein Spätwerk (1950–1972). Nach derzeitigem Stand sind etwa 1.900 Werke dokumentiert (siehe Werkverzeichnis).

### Frühwerk bis 1917
Bereits als Kind und in der Lehrzeit zeigte Ernst Zipperer eine besondere zeichnerische Begabung. In diesem Zeitraum entstanden zahlreiche Zeichnungen und Skizzen, die zum größten Teil verloren sind. Aus der Zeit seiner künstlerischen Ausbildung in Hannover, Kassel und München sind zahlreiche Studien zu Perspektive und Schattenwirkung sowie technische Zeichnungen erhalten.
Seit frühester Kindheit geprägt vom Ulmer Münster und unter dem Einfluss von Prof. Heubach in Hannover wandte sich Zipperer verstärkt dem Zeichnen von Architektur zu. Daneben entstanden Landschaften, Porträts, Akte, Ornamente und Stillleben, die er überwiegend als Bleistiftzeichnungen, selten als Aquarelle ausführte.
Selbst während des Kriegseinsatzes in Russland (1914–1915) kamen seine besonderen zeichnerischen Fähigkeiten zum Tragen: Mangels fotografischer Möglichkeiten skizzierte er Gefechtslagen, die bei militärischen Entscheidungen Verwendung fanden. Im Schützengraben zeichnete er Porträtskizzen für Kameraden oder Vorgesetzte als Gruß in die Heimat. Zwei kleine Zeichnungen sind aus dieser Zeit erhalten.
Auf seine schwere Kriegsverletzung folgte eine einjährige Rehabilitation in der Augenheilanstalt Stuttgart. Nach Wiedererlangung der Sehfähigkeit des verbliebenen Auges erlebte er noch in der Klinik eine intensive künstlerische Phase, in der er sich in zahlreichen Skizzen und Zeichnungen mit Menschen beschäftigte, die an den Folgen des Krieges sichtlich schwer trugen. Einige Bilder jener Zeit lassen deutlich den Einfluss Heinrich Zilles erkennen.

### Berlin (1918–1940)

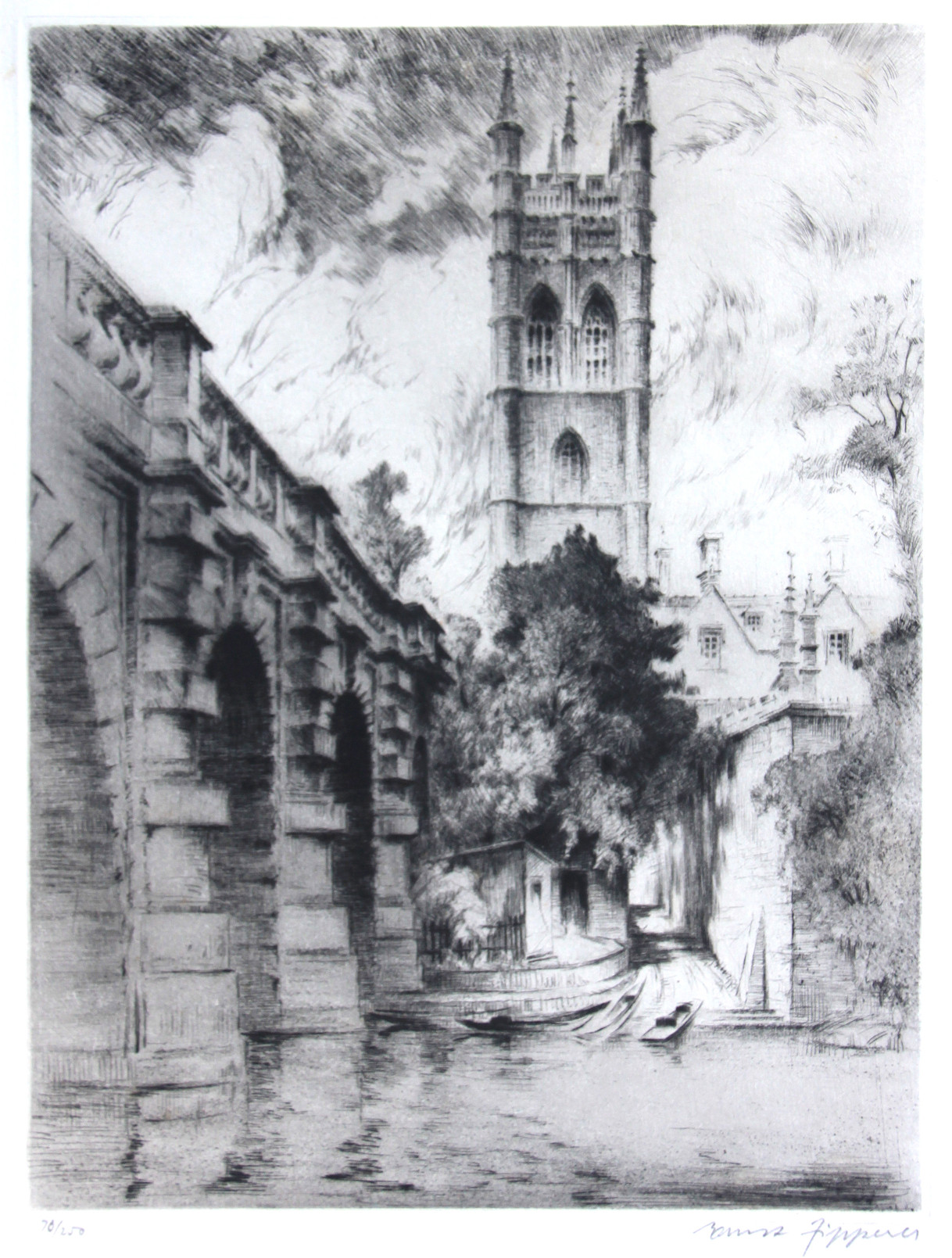
Magdalen Tower, Oxford, Kaltnadelradierung, 1925

1919 entdeckte Ernst Zipperer für sich die Kaltnadelradierung, manchmal auch in Verbindung mit Ätzverfahren. Er zeichnete und radierte Schlösser, Städteansichten, Kirchen, Landschaften, Porträts, Blumen und Tiere – meist in kleinen bis mittleren Formaten. Der Themenschwerpunkt lag in dieser Phase auf der Architektur. Mehr als 40 Motive fand er allein in seiner Heimatstadt Ulm. Auf seinen zahlreichen Reisen fertigte er Bleistiftzeichnungen als Vorstudien für die späteren Radierungen an.

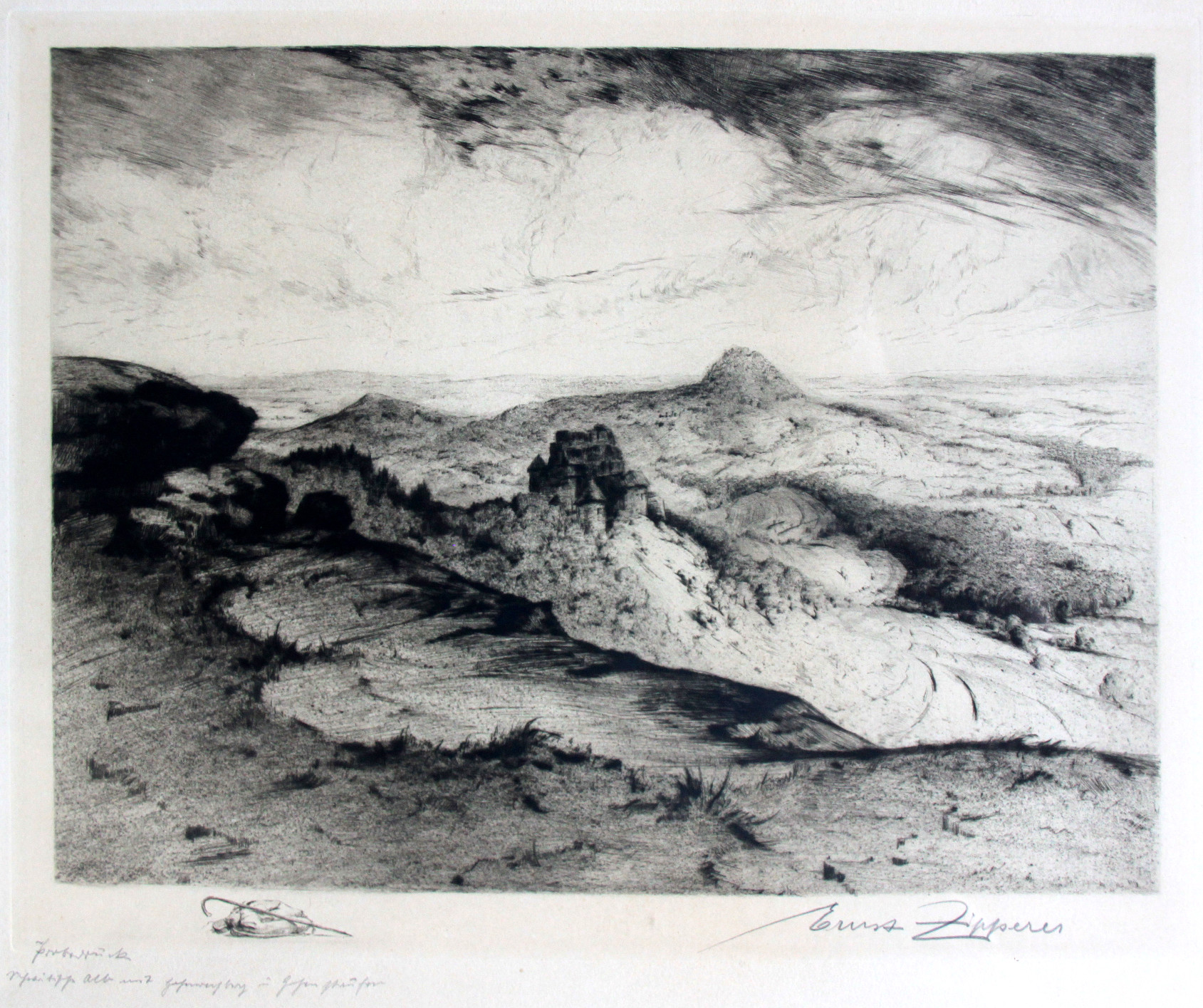
Schwäbische Alb mit Hohenrechberg und Hohenstaufen, Kaltnadelradierung, 1925

Es entstanden insgesamt über 400 Kaltnadelradierungen, die sich durch eine ausgeprägte Hinwendung zum Detail und hohes formales Gestaltungsvermögen auszeichnen. Dazu kommt die perspektivische Wirkung seiner Bilder, die ihm trotz Einäugigkeit überzeugend gelang. Eine Steigerung der Räumlichkeit und des Ausdrucks erreichte Zipperer, indem er Impulse aus Rembrandts Hell-Dunkel-Malerei (Chiaroscuro) aufnahm. Hier griff er auf die Mezzotinto-Technik zurück, die sämtliche Tonwerte von ganz hell bis ganz dunkel für eine kontrastreiche Licht-Schatten-Wirkung ermöglicht. Kennzeichnend für Zipperer war auch die in vielen Radierungen anzutreffende Staffage, die das Auge des Betrachters dezent führt.

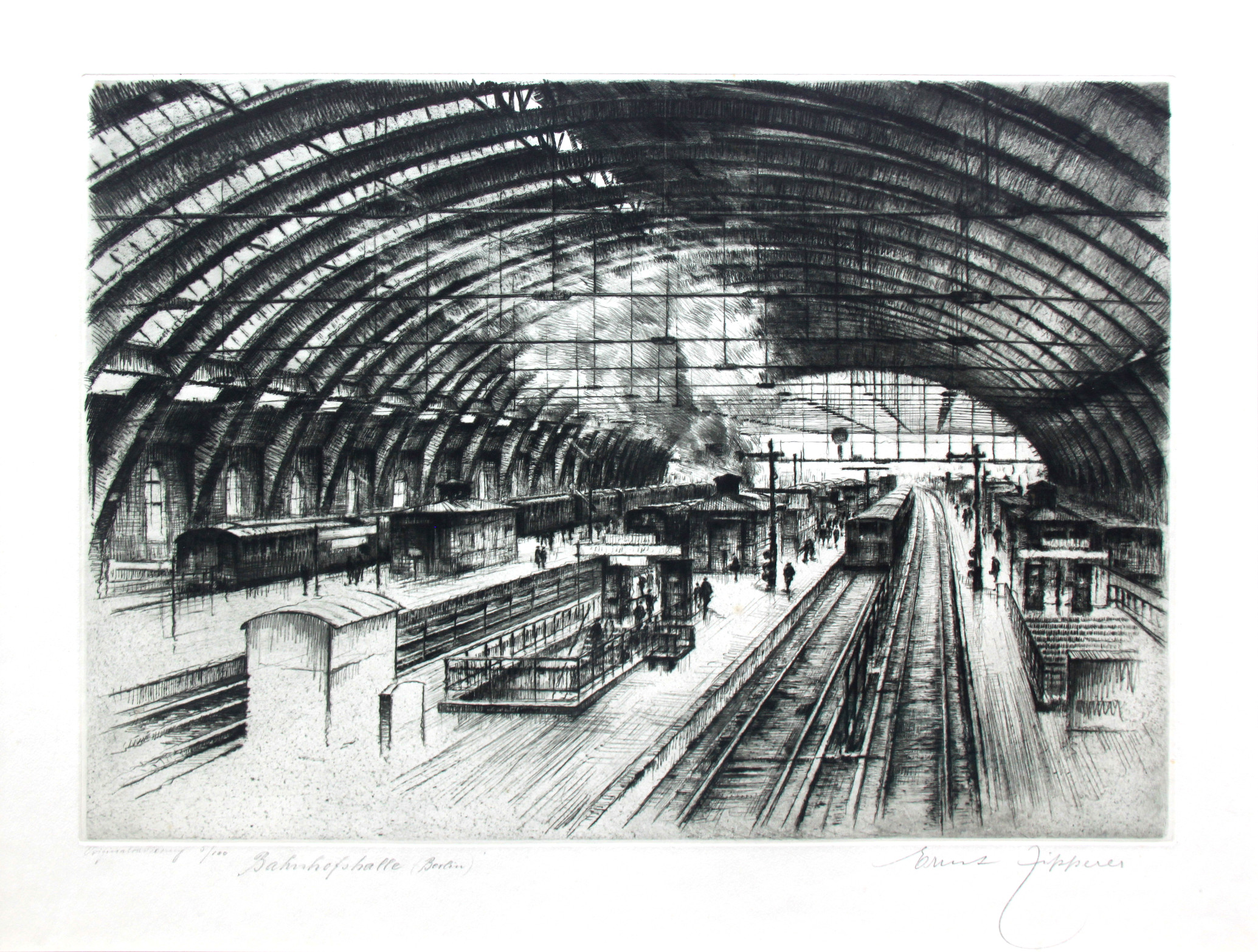
Bahnhofshalle Berlin, Kaltnadelradierung, 1923

„Die vielen bewegten Striche, die mitunter eine fast flimmernde Wirkung erzielten – zu strengem Formenaufbau verbunden – das war typisch Zipperer“. Dabei ging es ihm aber nicht nur um die Wiedergabe der Wirklichkeit. Er wollte malerische Graphik schaffen. „Zipperer stellte nicht tote Objekte dar, sondern Dinge, die ein Schicksal und daher Leben haben“. Er suchte vielmehr die schöpferische Übersetzung seiner Wahrnehmung ins Künstlerische. „Er wusste auszudrücken, was um das Sichtbare an seelischer Stimmung webt“.
Dass Zipperer auch „ein Bildnisradierer von Rang und Tiefe“ war, zeigen seine Porträts, die er als Bleistiftzeichnungen und Radierungen ausführte. Während der Ausbildung in Kassel hatte er eine Auszeichnung für Bildnis-Zeichnen erhalten.
Ende der 1920er-Jahre kolorierte Zipperer in der Grundfarbe Schwarz gedruckte Radierungen vereinzelt nachträglich mit Farbstift oder Aquarellfarbe. Als gegen Ende des Jahrzehnts zunehmend farbige Radierungen verlangt wurden, ließ er viele seiner Motive auch in farbiger Version drucken. Hier wurde die Platte in der Kupferdruckerei vor jedem einzelnen Druck in reduzierter Farbigkeit eingefärbt. Dabei war eine vollständig einheitliche Farbregulierung nicht möglich, sodass sich die einzelnen Farbdrucke geringfügig unterschieden. 
Zahlreiche Radierungen waren Auftragsarbeiten von Städten, Firmen, Kunsthändlern oder Privatpersonen. Ein großer Teil der Radierungen wurde von verschiedenen Verlagen auch als Kunstkarten herausgegeben und über den Kunst- und Schreibwarenhandel vertrieben.
Zipperer arbeitete über Jahrzehnte hinweg mit der Kupferdruckerei Wilhelm Schneider in Berlin zusammen, wo die Kupferplatten gelagert waren. Eine größere Zahl von Platten ging während des Zweiten Weltkriegs und in den anschließenden Wirren verloren oder geriet in unbefugte Hände. Das erklärt, dass in der Folge Raubdrucke in Umlauf kamen. Durch seine Kaltnadelradierungen wurde Ernst Zipperer in Europa und Amerika bekannt – weniger durch Ausstellungen als durch den sehr erfolgreichen Vertrieb seiner Bilder durch einige Kunstverlage und zahlreiche Kunsthandlungen im In- und Ausland.
Neben Bleistiftzeichnungen und Radierungen begann Zipperer in dieser Phase mit Pastellkreide zu arbeiten. Auch einige Skizzen in unterschiedlichen Techniken, die zu Demonstrationszwecken im Unterricht dienten, sind aus dieser Zeit erhalten.
In den 1920er- und 1930er-Jahren wurden Zipperers Zeichnungen und Radierungen in zahlreichen deutschen und manchen amerikanischen Zeitungen, Zeitschriften und Fachblättern der Kunstwelt verbreitet und gewürdigt. Die Radierung „Kreuz im Gebirge“ fand 1938 in dem neuen Spielfilm „Anna Favetti“ Verwendung. Zipperers Radierungen kamen häufig als Geschenke von Firmen und Institutionen bei Jubiläen ihrer Mitarbeiter zum Einsatz oder wurden zu Werbezwecken verwendet. So fügte der Berliner Weltkonzern Enrilo (Ersatzkaffee) seinen Produkten Künstlerkarten mit Abbildungen von Zipperers Radierungen als Sammelobjekt bei. Eine Werbebroschüre der Firma zeigt Darstellungen eigener europaweiter Fabriken, die bei Zipperer in Auftrag gegeben wurden.

### Kriegsphase (1941–1947)
Während des Zweiten Weltkrieges und der unmittelbar folgenden Jahre kamen Zipperers künstlerisches Schaffen und auch der Verkauf seiner Radierungen weitgehend zum Erliegen. Der schwierige Alltag auf der Tannenburg ließ kaum mehr Raum für die Kunst.

### Spätwerk (1948–1972)

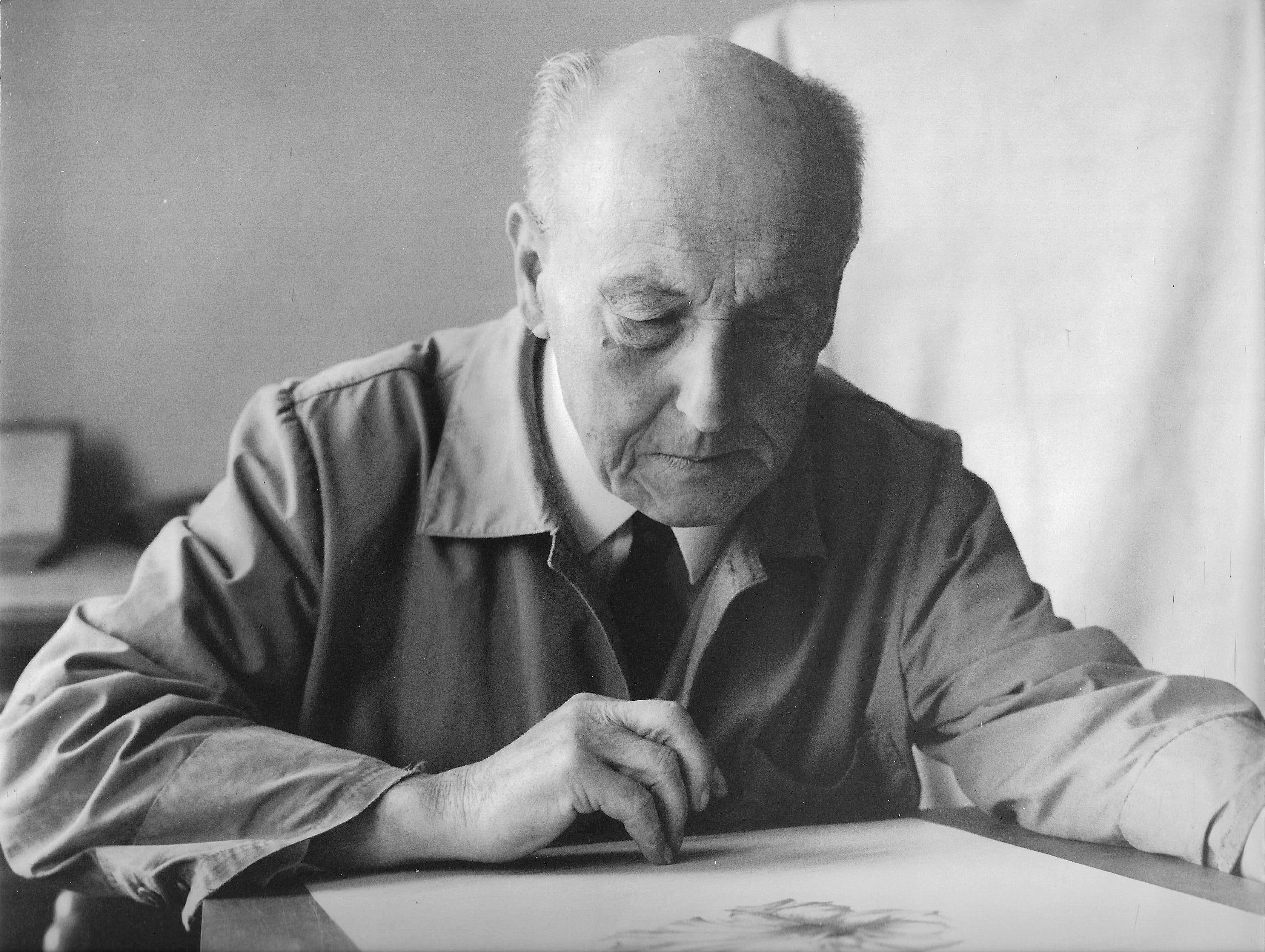
Ernst Zipperer bei der Arbeit – 1966

Nach den Kriegswirren und der Übergabe der Tannenburg an seinen Sohn konnte sich Ernst Zipperer wieder ganz seiner Kunst widmen. Er ließ die Epoche der Kaltnadelradierung hinter sich und trat in eine neue intensive Phase künstlerischen Schaffens ein. Das Spätwerk des Künstlers ist geprägt von Experimentierfreudigkeit und neuen Ideen. Bei Zipperer verläuft die Bewegung entlang der kunstgeschichtlichen Entwicklung seiner Zeit von der realistisch-naturalistischen hin zur abstrakt-reduktionistischen Darstellung. Dabei stehen die realistische und die abstrakte Ausdrucksweise nicht für ein abgeschlossenes Stadium künstlerischen Erkennens. Vielmehr existiert beides nebeneinander. Auf abstrakte Darstellungen folgt wieder eine Landschaft oder ein Blumenstrauß. Er sucht immer wieder „Boden unter den Füßen“, wie er es nannte.
Es ist ein weiter thematischer Bogen, der sich über die „Vielschichtigkeit seiner aussagestarken Bilder“ spannt. Vielfach sind es bereits bekannte Motive, die immer neu – oft reduzierend abgewandelt – wiederkehren: Bäume in der Landschaft, ein Hohlweg und Wolken darüber; besonders die Wolken beschäftigten ihn zeitlebens. Dazu kommen Themen wie Ruhe und Frieden, aber auch Spaltung und Zerstörung, die er abstrakt umsetzt. „Alles was man denken kann, kann man auch zeichnen“, beschrieb der Künstler in späten Jahren sein eigenes Spektrum.
Zunehmend beschäftigten Ernst Zipperer, der im Elternhaus evangelisch geprägt wurde, im Alter aber vermehrt katholische Gedanken aufnahm, religiöse und biblische Themen: Die Psalmen, die Schöpfungsgeschichte, Hiob und das Johannesevangelium. Auch Musik von Bach, Mozart und Tschaikowsky setzte er in Farben und Formen um.

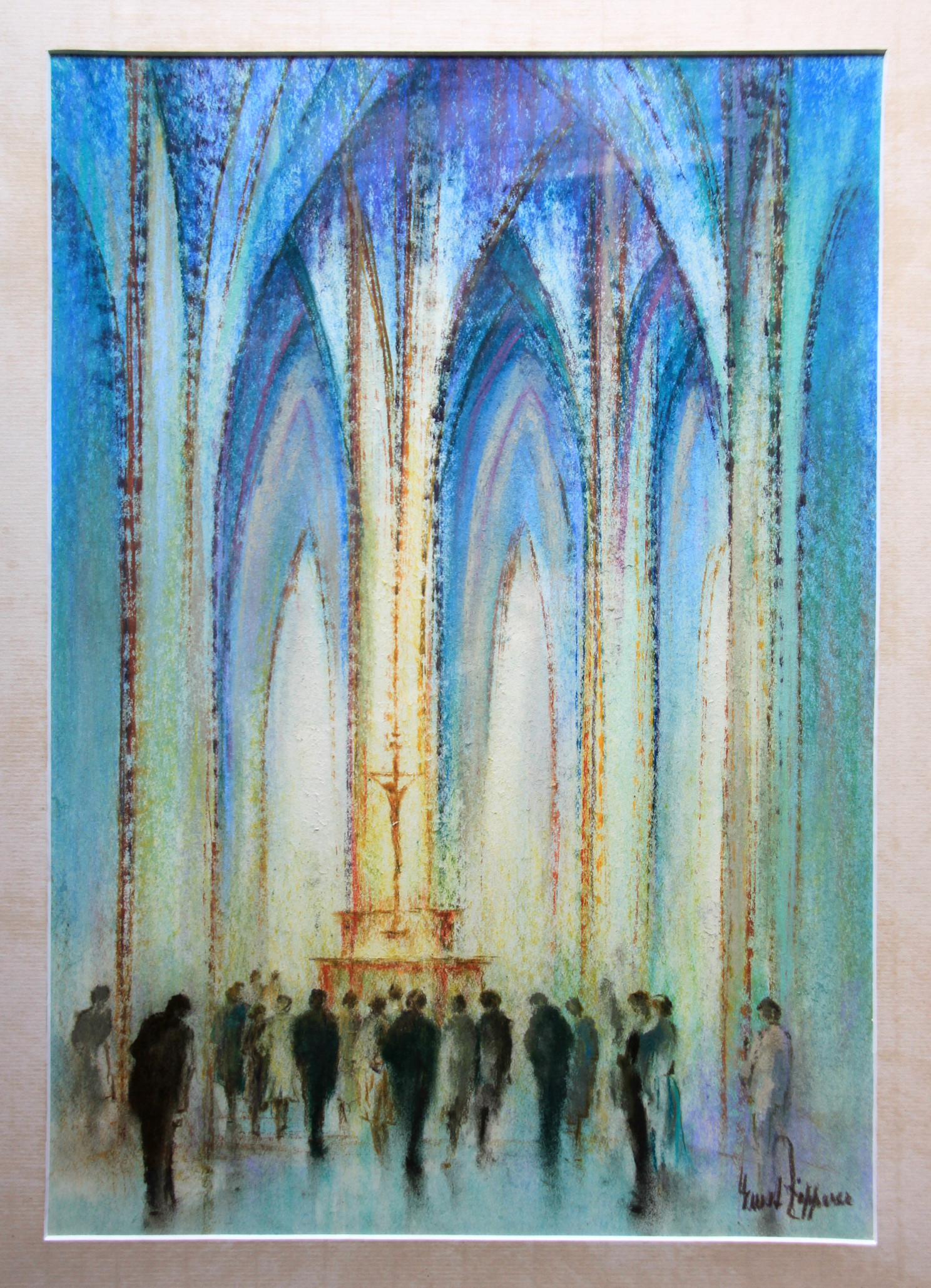
Vor Gott sind alle Menschen gleich, Ölkreide, 1959
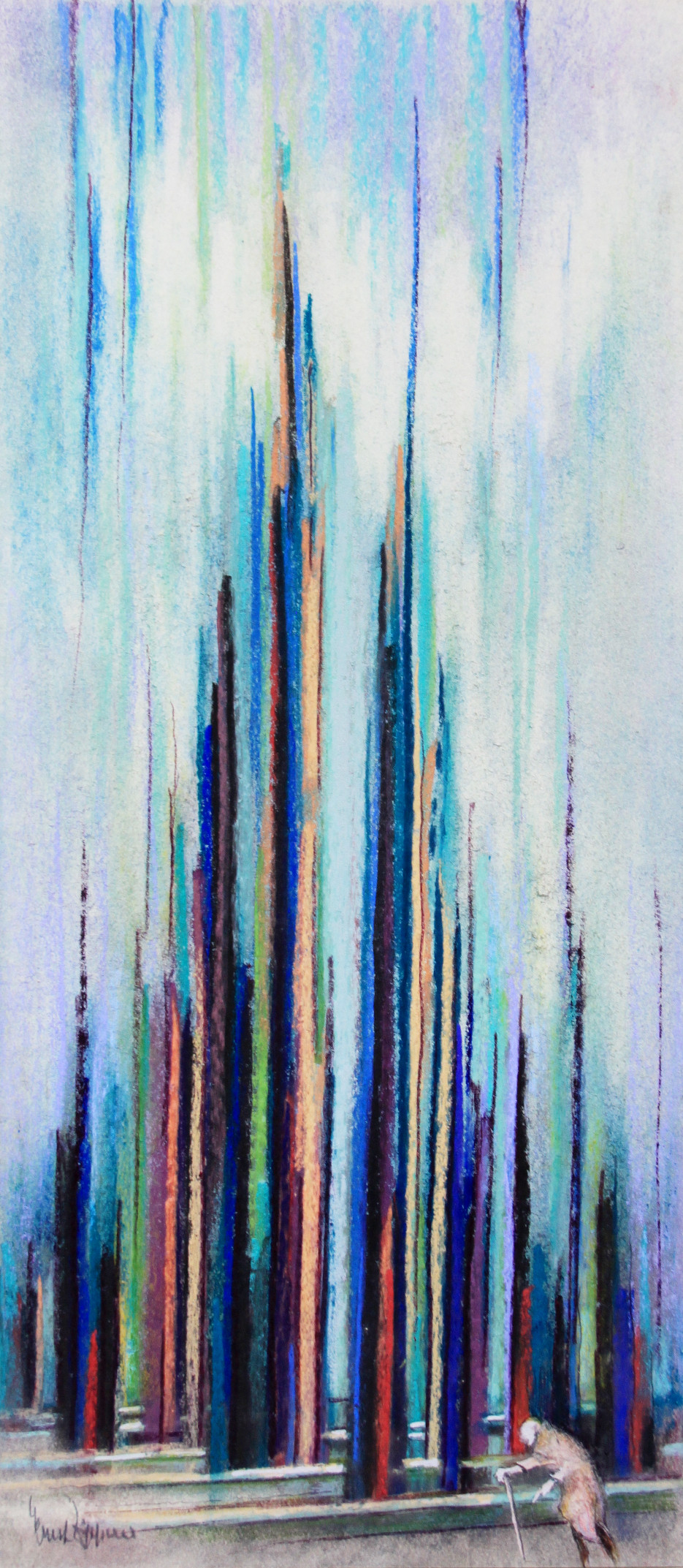
Der alte Mensch in der neuen Welt, Ölkreide, 1967
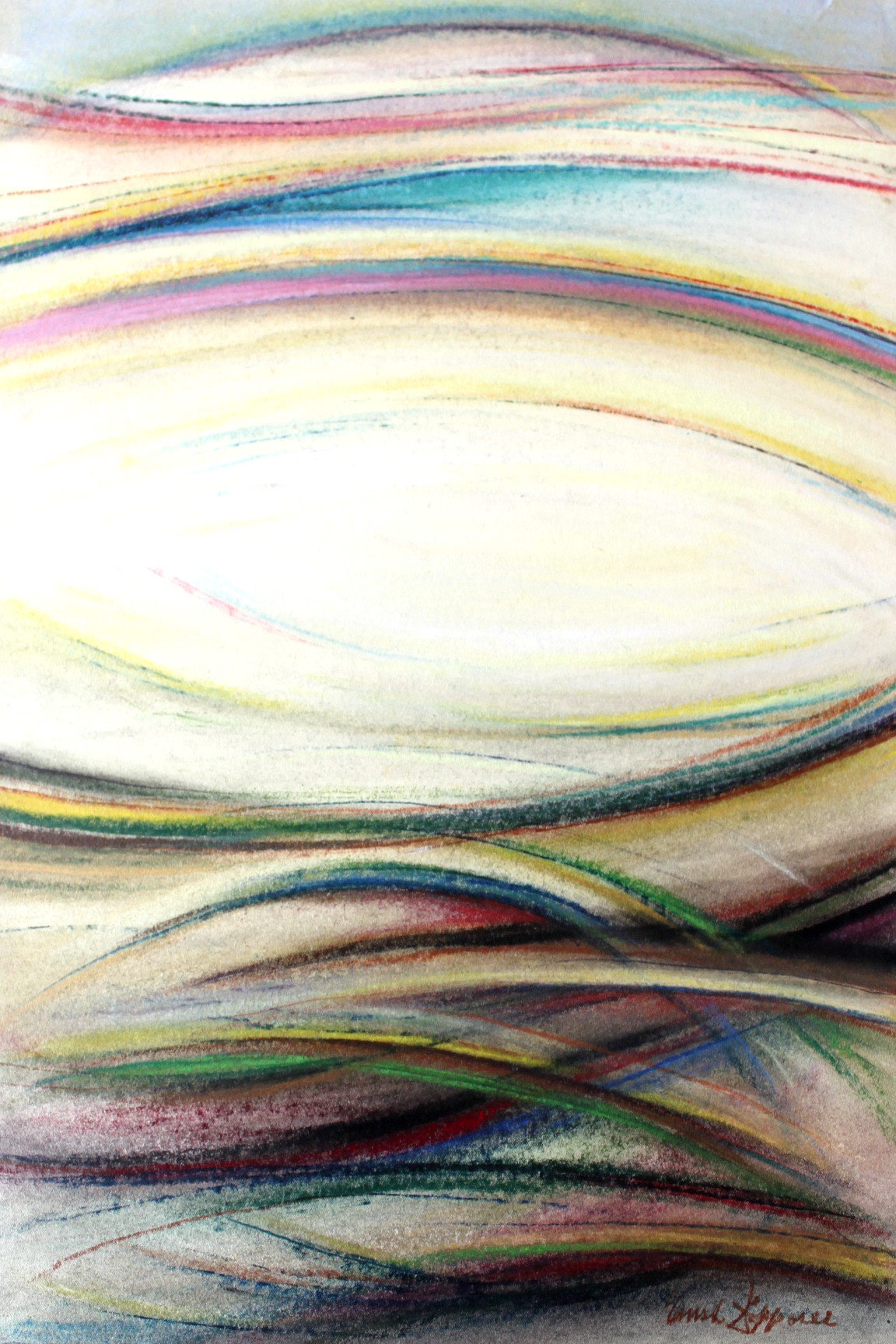
Himmel und Erde, Ölkreide, 1965
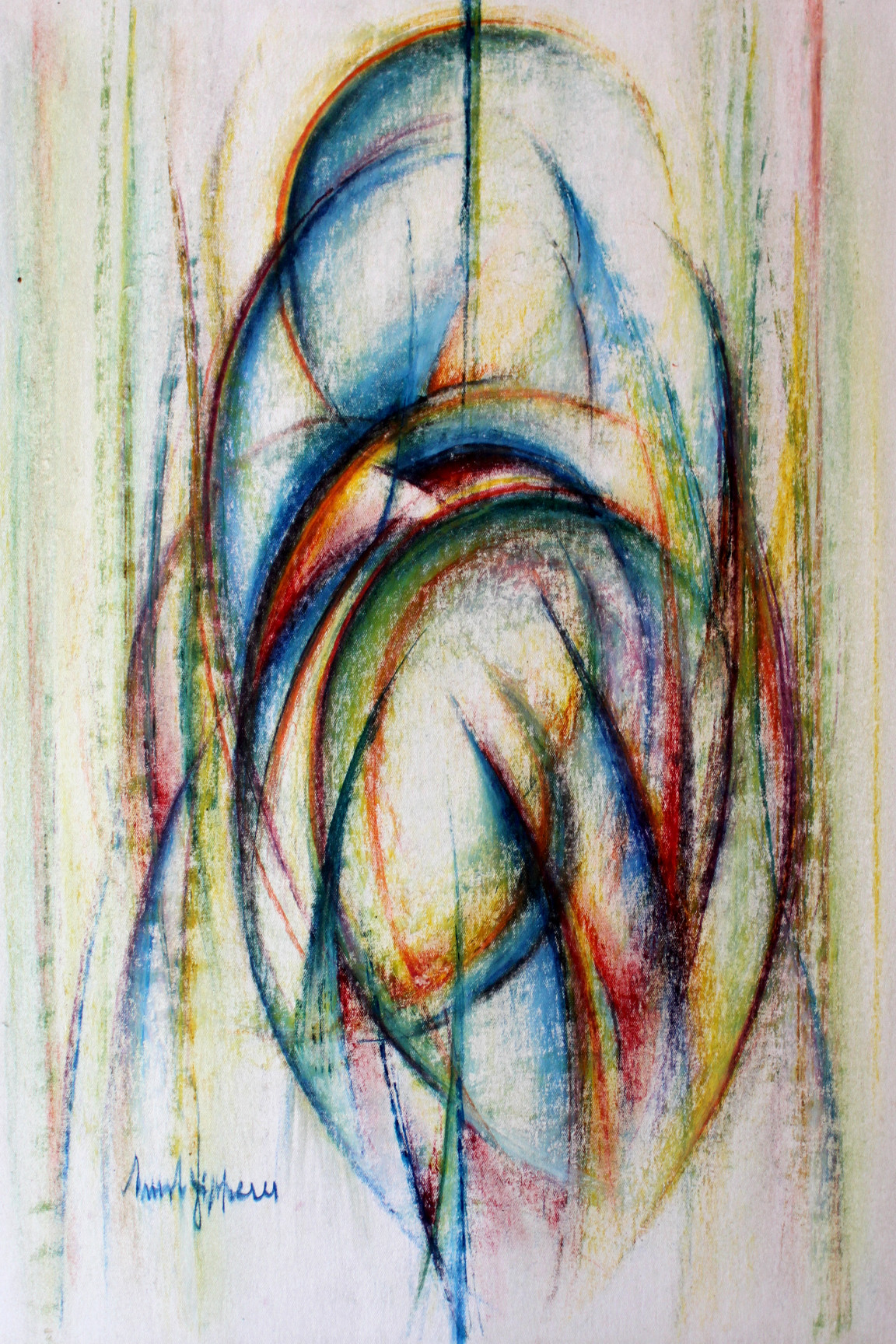
Entfaltung, Ölkreide, 1965
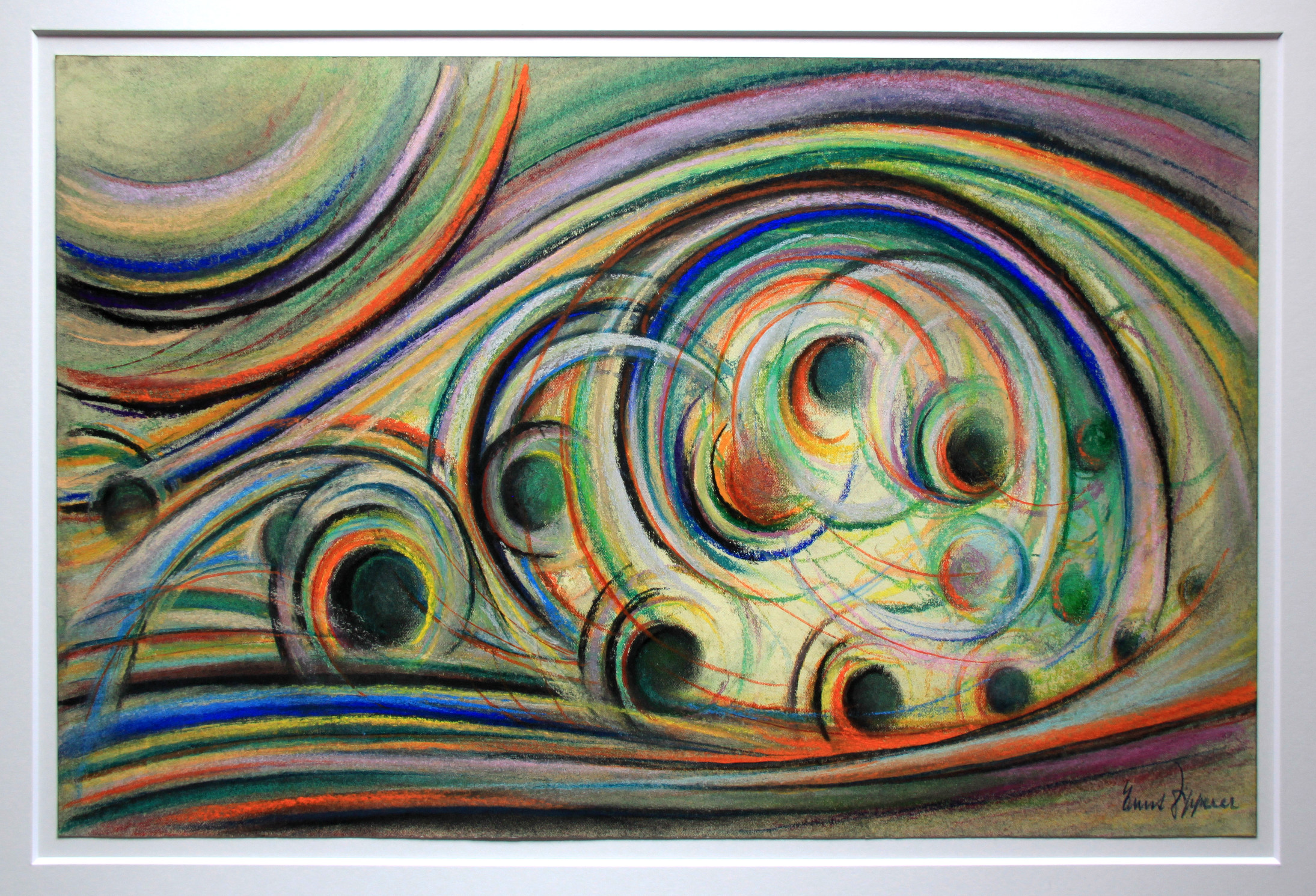
Entwicklung, Pastellkreide, 1967
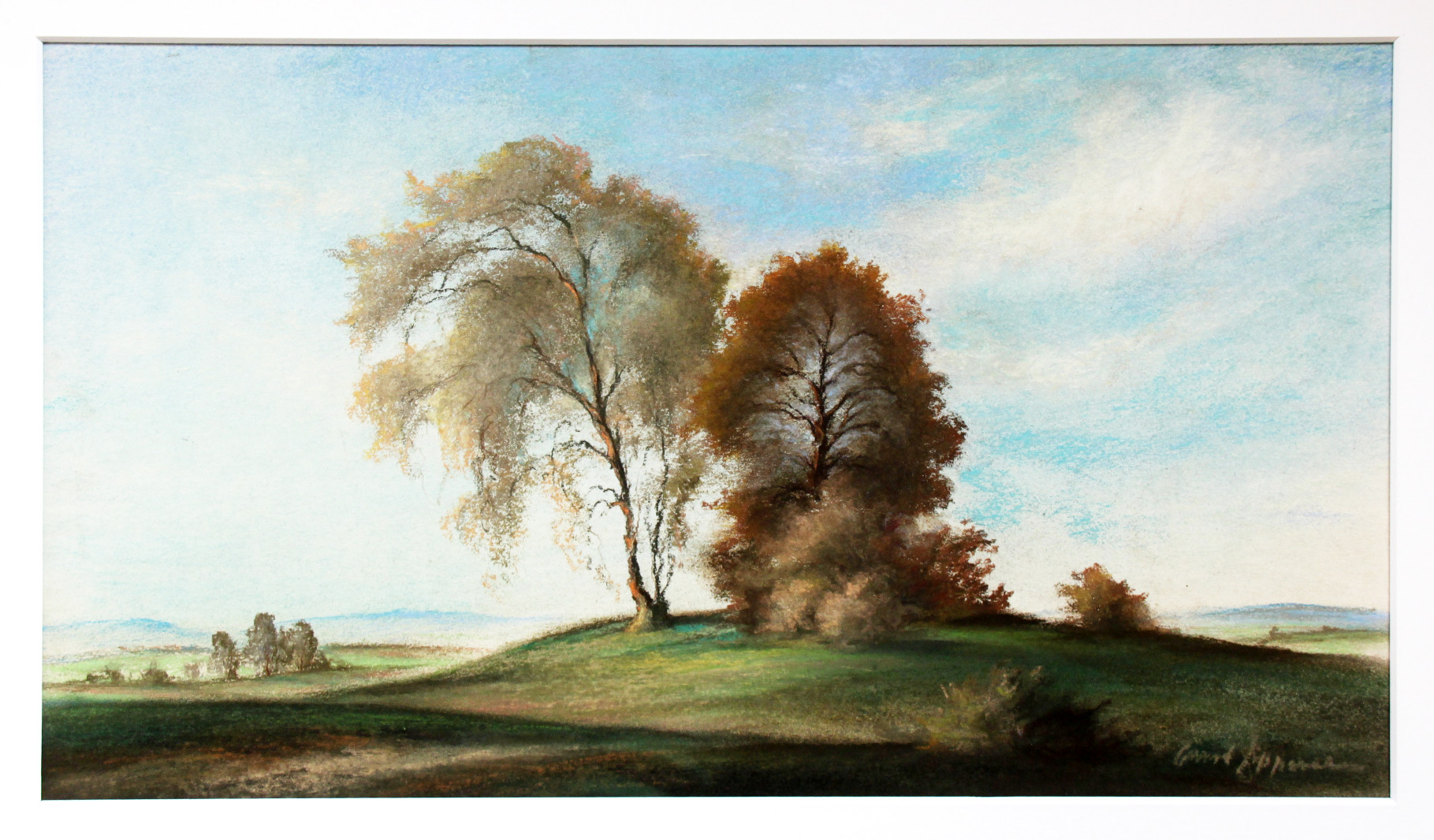
Landschaft, Pastellkreide, 1964

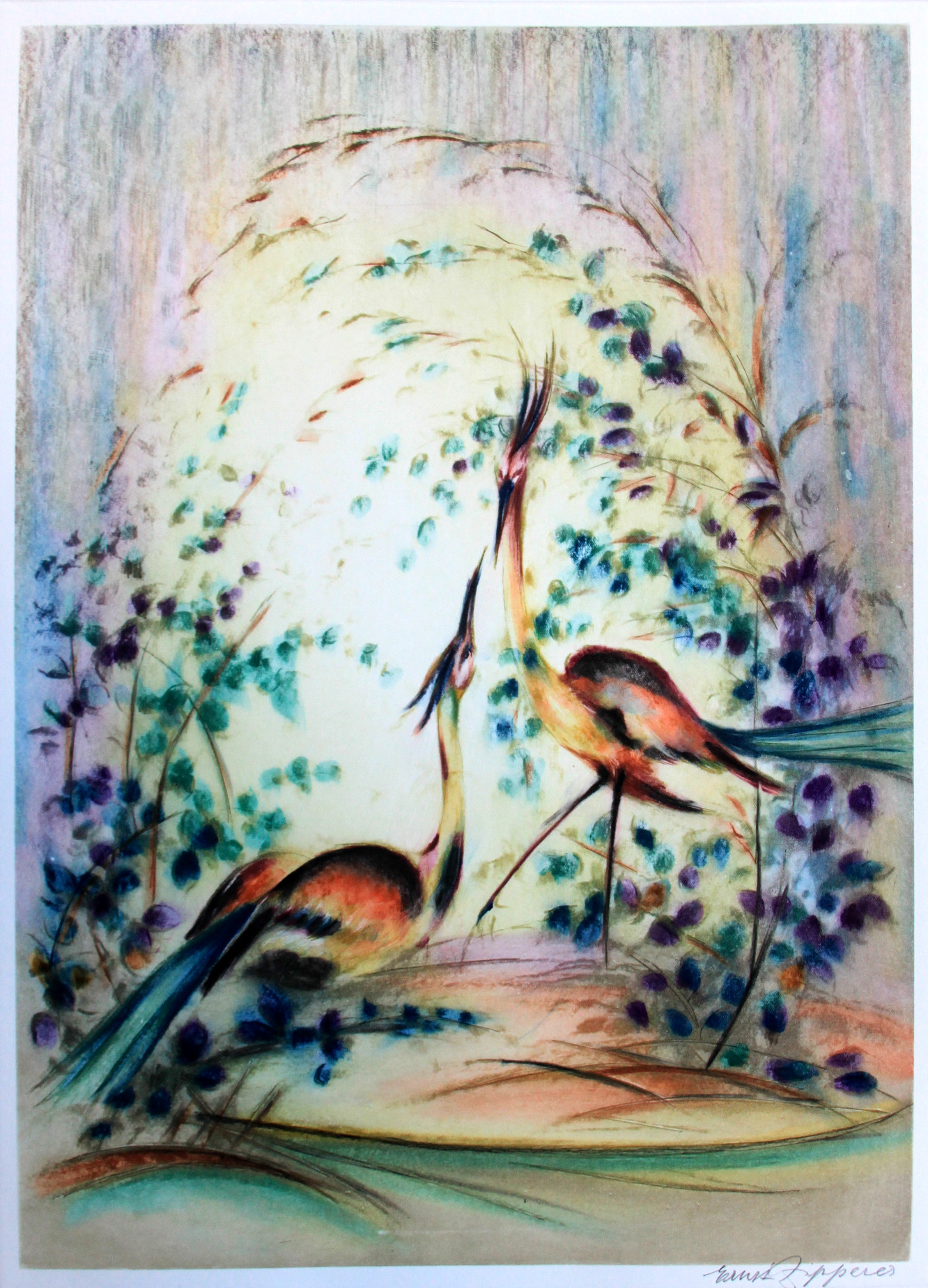
Zwiegespräch, Heliogravüre (Handkupfer), 1958

Ernst Zipperer fand in Pastell- und Ölkreide, aber auch in Tempera- und Ölfarbe adäquate Materialien, um seiner Phantasie und seiner mystischen Innerlichkeit Ausdruck zu verleihen – zuweilen zurückhaltend-achtsam, dann wieder kraftvoll-dynamisch.
Im Tiefdruckverfahren der Heliogravüre taten sich Zipperer ab 1955 in Kooperation mit seiner Berliner Druckerei neue Möglichkeiten auf, wie er einige seiner großformatigen Pastellgemälde in größerer Zahl verbreiten konnte. Dabei handelt es sich um ein Edeldruckverfahren, mit dem das Original in einem aufwändigen foto-chemischen Prozess auf eine Kupferplatte übertragen wird. Die Heliogravüre – bei Zipperer fast ausschließlich farbig – macht eine sehr differenzierte Wiedergabe von Halbtönen möglich und schafft so einen Reichtum an Farbkraft. Die auch als Handkupfer bezeichneten Drucke stießen im Kunsthandel und im persönlichen Umfeld des Künstlers auf großes Interesse. Sie waren erschwinglich und ermöglichten so einem größeren Publikum Zugang zu dieser Kunst.
Zipperers Kunst war nicht auf Museen oder große Ausstellungen ausgerichtet. Sie wollte vielmehr seine Gedanken und sein Empfinden in die Häuser von Menschen tragen. Dazu schrieb ein Galerist und Freund zum 90. Geburtstag würdigend: „Es ist eigentlich falsch von einem Wohnungsschmuck zu sprechen. Ihre Bilder sind für uns eine Aussage, und wir wissen, dass Sie diese auch in diesem Empfinden gemacht haben.“
Ernst Zipperers Ehefrau Elisabeth hatte an seinem Wirken wesentlichen Anteil, indem sie ihm den Rücken freihielt: So organisierte sie den Schriftverkehr mit Kupferdruckerei und Kunsthandlungen sowie mit Kaufinteressierten. Ebenso schuf sie den häuslichen Rahmen für zahllose Besuche von Kunstfreunden und schützte ihn angesichts seiner gesundheitlichen Einschränkungen vor Überforderung.
Von Ernst Zipperer gibt es kein einziges Selbstporträt. Jedoch zeichnet er insbesondere in seinen späten Werken ein Bild von sich: Darin zeigt er, wie er die sichtbare und unsichtbare Welt mit seinem inneren Auge sieht.
Neben einigen umfangreichen Privatsammlungen gibt es zahlreiche kleinere mit Werken von Ernst Zipperer. Einzelne Werke befinden sich in deutschen Museen oder Stadtarchiven. Der Nachlass wird von Tochter Vera Prior und Enkel Lothar Zipperer betreut.

## Ausstellungen (Auswahl)
- Oktober 1927 in Offenburg, Die Kunstausstellung im Bürgersaal, Offenburger Zeitung, 15. Oktober 1927
- 1927 in Braunschweig, Kunstgewerbemesse Elisabeth Osterloh
- Oktober 1929, Der Radierer Ernst Zipperer, Buchhandlung der Soldiner Zeitung, 3. Oktober 1929
- April 1931 in Ulm, Zipperer-Ausstellung im Kunsthaus Göbel, Ulmer Tagblatt, 16. April 1931
- September 1931, Ausstellung von Zipperer-Radierungen in der Kunsthandlung Karl Balkheimer, Ulm
- Oktober 1933 in Ellwangen, Zur Ausstellung von Radierungen Ernst Zipperers, Ipf- und Jagstzeitung / Ellwanger Tagblatt, 28. Oktober 1933
- Juli 1963 in Ellwangen, Ausstellung im Bilderhaus Alois Raible, Aalener Volkszeitung/Ipf- und Jagstzeitung, 6. Juli 1963
- November 1967, Isny im Allgäu, Bildkunst Raible
- 1968 in Ellwangen, Bilderhaus Alois Raible
- April 1972 in Bühlertann, Ein Stiller im Lande, Kreissparkasse Bühlertann, Haller Tagblatt, 22. April 1972
- Februar 1978 in Ulm, Ulmer Motive – ins Künstlerische übersetzt, Ausstellung im Kunsthaus Frey, Ulmer Zeitung, 11. Februar 1978
- Juni 2002 in Bühlertann, Heimatverein Bühlertann, Haller Tagblatt, 28. Juni 2002
- April 2006 in Dresden, Villa Eschenbach zeigt allerlei Kunst um das Monetäre, Leipziger Volkszeitung, 24. April 2006
- November 2010 in Nersingen-Oberfahlheim bei Ulm, Alte Ulmer Ansichten, Radierungen von Ernst Zipperer, Südwest Presse Ulm, 15. Oktober 2010
- Juni 2013 in Bühlertann, Einäugiger Blick auf die Heimat, Heimatverein Bühlertann, Hohenloher Tagblatt, 28. Juni 2013
- Juni 2016 in Bühlertann, Zipperer-Werke im Rathaus, Heimatverein Bühlertann, Haller Tagblatt, 23. Juni 2016
- Juli 2018 in Schwäbisch Hall, Ernst Zipperer (1888–1982) – Auf den Spuren seiner Kunst, Hällisch-Fränkisches Museum Schwäbisch Hall, Haller Tagblatt, 17. Juli 2018